# 崇仁站
崇仁站是位于中华人民共和国江西省抚州市崇仁县巴山镇，是抚江线上的一座四等站，由南昌铁路局南昌车务段管辖。

## 历史
1961年8月向乐线开始建设:53。
1964年11月抚州北以南开始铺轨；1965年10月16日到26日南昌铁路局进行验收，11月全线办理临时运营，12月8日到24日办理交接，1966年1月1日正式交付运营:53。
2003年为向乐线上客、货运四等站，由南昌铁路局管辖，离向塘西98公里，距江边村24公里:383。
2013年5月6日向乐线为保证向莆铁路联调联试停运，之后确认向乐线在向莆铁路通车后不会恢复客运服务，因此崇仁站也将停止客运服务。
2016年南昌铁路局重新公布了管内的车站等级，本站为四等站。

## 邻近车站
当前的邻近车站
过去的邻近车站